# 소나기는 그쳤나요
소나기는 그쳤나요는 한국에서 제작된 장진 감독의 2004년 영화이다. 황순원의 소설 《소나기》 결말 이후의 시점을 배경으로 한다. 김관우 등이 주연으로 출연하였다.

## 출연

### 주연
- 김관우
- 박은빈

## 제작진
- 제작실장: 오필진
- 제작부: 주경석
- 조연출: 라희찬
- 연출부: 안태준
- 스크립터: 정해심